# Olhal

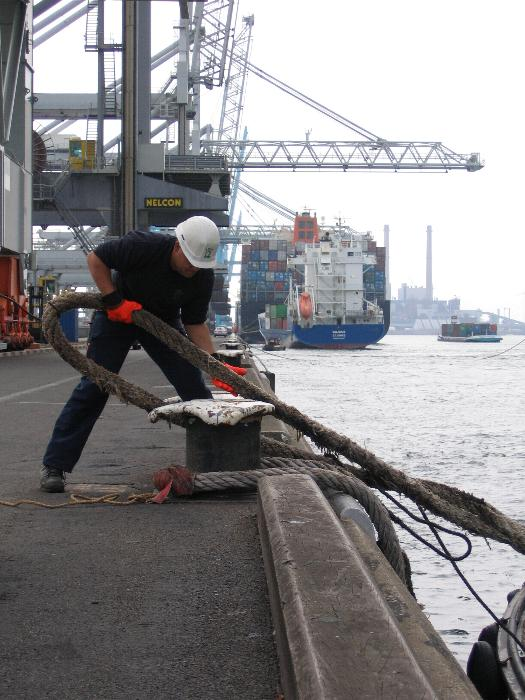
Olhal numa amarração com uma boça

Olhal em náutica é um elemento de fixação como um cabo (de metal ou de fibra) com um orifício (Abertura em circulo) para se passar outro elemento ou para se o poder prender por essa orifício como é o caso dos olhais para amarração de cabos com boças.[carece de fontes?]
Buzina é o nome dado ao olhal que dá passagem aos cabos . No Brasil  a buzina também é conhecida pelo nome de Gaiteira .
O  olhal pode descrever-se como uma grande ilhó, pois como ele é ao mesmo tempo o orifício por onde passa  uma fita, um cordão, etc.  e o  aro de metal com que se debrua o ilhó .